# Міфогенна любов каст
«Міфогенна любов каст» — постмодерністський роман двох сучасних російських художників-авангардистів: Павла Пепперштейна (Півоварова) та Сергія Ануфрієва, засновників і учасників арт-групи «Інспекція «Медична герменевтика»». Випущений видавництвом Ad Marginem в 1999 (перший том) і 2002 (другий том) роках. Побудований на відсиланнях до казкової слов'янскої та зарубіжної літератури. Містить ненормативну лексику.

## Сюжет
Сюжет першого тому роману обертається навколо подій перших років німецько-радянської війни. Хтось Володимир Петрович Дунаєв, парторг оборонного заводу, під час евакуації підприємства в глибокий тил і в результаті трагічного збігу обставин відстає від своїх і буквально опиняється під німецькими танками. Переживши сильне нервове потрясіння і отримавши важку контузію, Дунаєв пізно вночі приходить до тями посеред поля бою і приймає себе за померлого. Сховавшись в лісі, він зустрічає там нових, буквально — казкових друзів, які допомагають йому продовжувати, незважаючи ні на що, боротися з фашизмом... Практично всі ці друзі — добре всім відомі персонажі слов'янского народного фольклору: Лисиця Патрикеевна, хатинка-на-курячих-ніжках, Баба-Яга, Кощій Безсмертний і т.д.